# Římskokatolická farnost Polná na Šumavě
Římskokatolická farnost Polná na Šumavě je zaniklým územním společenstvím římských katolíků v rámci českokrumlovského vikariátu českobudějovické diecéze. Jejím právním zástupcem je Římskokatolická farnost Kájov.

## O farnosti

### Historie
Ves Polná patřila původně cisterciákům ze Zlaté Koruny. Ti zde v roce 1488 vystavěli kostel, zasvěcený sv. Martinovi z Tours. Původně šlo o filiálku farnosti v Boleticích, roku 1585 byla osamostatněna. Do roku 1785 zde duchovní správu vykonávali zlatokorunští mniši, poté převzala správu farnosti diecéze. V 50. letech 20. století byla Polná zahrnuta do vojenského újezdu Boletice. Z něho pak byla samotná obec s částí území farnosti vyčleněna ke dni 1. ledna 2016 na základě zákona č. 15/2015 Sb., zatímco neobydlené území farnosti severně od intravilánu obce součástí vojenského újezdu zůstalo. Dne 31.12.2019 farnost zanikla.

#### Duchovní správci
- 1652-1654 P. Sebastian Dräxler, O.Cist. (farář)
- 1655-1656 P. Matouš Bucher, O.Cist. (farář)
- 1657-1660 P. Pavel Petermüller, O.Cist. (farář)
- 1674-1679 P. Michael Fischer, O.Cist. (farář)
- 1679-1680 P. Kašpar Scultetus, O.Cist. (administrátor)
- 1690-1696 P. Bernard Berger, O.Cist. (farář)
- 1703-1704 P. Edmund Grünewald, O.Cist. (administrátor)
- 1709-1724 P. Malachiáš Menzl, O.Cist. (farář)
- 1724-1734 P. Stanislav Windhager, O.Cist. (farář)
- 1734 (únor-březen) P. Raymund Müller (administrátor)
- 1735-1741 P. Henricus Mucherle, O.Cist. (farář)
- 1741 (červen-listopad) P. Jan Nepomuk Nosek, O.Cist. (administrátor)
- 1741-1761 P. Godfried Wimmer, O.Cist. (farář)
  - 1753-1755 P. Dominik Lebitsch, O.Cist. (kaplan)
- 1761-1767 P. Marian Frank, O.Cist. (farář)
  - 1762-1765 P. Konrád Schwalb, O.Cist. (kooperátor)
- 1767-1801 P. Edmund Hayder, O.Cist. (farář)
  - 1774-1776 P. Prokop Köppl, O.Cist. (kaplan)
- 1852-1860 R.D. Emanuel Roth (farář)
- 1880-1900 R.D. Šebestián Feyrer (farář)
- 1973-2012 R.D. Karel Rendl (administrátor ex currendo z Chvalšin)
- od r. 2012 J.M. can. Václav Pícha (administrátor ex currendo z Českého Krumlova)

| Fotografie | Kostel             | Místo           | Bohoslužba             | Bohoslužba             | Poznámka            |
| ---------- | ------------------ | --------------- | ---------------------- | ---------------------- | ------------------- |
| ]          | Kostel sv. Martina | Polná na Šumavě | neslouží se pravidelně | neslouží se pravidelně | bývalý farní kostel |